# Comuna Vedea, Argeș
Vedea (în trecut, Gura Boului) este o comună în județul Argeș, Muntenia, România, formată din satele Bădicea, Blejani, Burețești, Chirițești, Chițani, Ciurești, Dincani, Fata, Frătici, Izvoru de Jos, Izvoru de Sus, Lungani, Mogoșești, Prodani, Rățoi, Vața, Vârșești, Vedea (reședința) și Vețișoara.

## Așezare
Comuna se află în marginea sud-vestică a județului, pe malul drept al râului Vedea și pe malurile râului Vedița. Este străbătută de șoseaua națională DN67B, care leagă Piteștiul de Drăgășani. La Vedea, acest drum se intersectează cu șoseaua județeană DJ703B, care duce spre nord la Uda și Morărești (unde se termină în DN7) și spre sud în județul Olt la Bărăști și înapoi în județul Argeș la Lunca Corbului (unde se termină în DN65). Tot din DN67B, la Izvoru de Jos se ramifică șoseaua județeană DJ731C, care duce spre nord la Uda.

## Istorie
La sfârșitul secolului al XIX-lea, comuna purta numele de Gura Boului, era reședința plășii Vedea de Sus a județului Olt și era formată din satele Gura Boului, Vârșești, Frăția, Prodani, Chițani și Lungani, cu 1149 de locuitori. În comună funcționau două biserici (la Gura Boului și Prodani) și o școală cu 54 de elevi (toți băieți) înființată în 1879. La acea dată, pe teritoriul actual al comunei, mai funcționau în aceeași plasă și comunele Fata, Izvoru și Vața, dintre care, de la înființarea sistemului administrativ cu comune, în 1864 și până în aprilie 1884, ultimele două fuseseră unite. Comuna Izvoru era formată din satele Izvoru de Jos, Izvoru de Sus, Blejani și Rățoi, care aveau în total 973 de locuitori ce trăiau în 212 case. Funcționau în această comună 3 biserici și o școală cu 16 elevi. Comuna Vața avea 1623 de locuitori în satele Chirițești, Nițulești, Vețișoara, Chițani, Florești, Bondociu și Bădicea. Aici existau o școală și trei biserici (cea de la Chirițești, construită în 1833, cea de la Bondoci din 1885 și cea de la Vețișoara, din 1835). Locuitorii din Vața se ocupau cu agricultura, dar și cu dogăria, tâmplăria, construcția acoperișurilor din șindrile, producția și transportul băuturilor alcoolice distilate. Comuna Fata avea în compunere satele Fata, Dincani și Burețești, având o populație de 1156 de locuitori, două biserici și o școală cu 34 de elevi.
Anuarul Socec din 1925 consemnează dispariția comunei Fata (comasată cu comuna Izvoru), cele trei comune aparținând plășii Spineni a aceluiași județ; comuna Gura Boului avea 2000 de locuitori, comuna Izvoru — 2102, iar comuna Vața avea 2025.
În 1950, comunele au fost transferate raionului Vedea și apoi, după 1964, raionului Pitești din regiunea Argeș, comuna Gura Boului fiind redenumită în Vedea. În 1964, și satul Gura Boului și-a schimbat numele în Vedea. În 1968, comunele au trecut la județul Argeș, iar comunele Vața și Izvoru au fost desființate, satele lor trecând la comuna Vedea.

## Monumente istorice
Un singur obiectiv din comuna Vedea este inclus în lista monumentelor istorice din județul Argeș ca monument de interes local: monumentul istoric de arhitectură casa Ioana Porojan din satul Fata, datând din preajma anului 1850.

## Demografie
Componența etnică a comunei Vedea
     Români (96,04%)
     Alte etnii (0,09%)
     Necunoscută (3,87%)
Componența confesională a comunei Vedea
     Ortodocși (95,32%)
     Alte religii (0,46%)
     Necunoscută (4,22%)
Conform recensământului efectuat în 2021, populația comunei Vedea se ridică la 3.459 de locuitori, în scădere față de recensământul anterior din 2011, când fuseseră înregistrați 4.041 de locuitori. Majoritatea locuitorilor sunt români (96,04%), iar pentru 3,87% nu se cunoaște apartenența etnică. Din punct de vedere confesional, majoritatea locuitorilor sunt ortodocși (95,32%), iar pentru 4,22% nu se cunoaște apartenența confesională.

## Politică și administrație
Comuna Vedea este administrată de un primar și un consiliu local compus din 13 consilieri. Primarul, Constantin-Anelin Vișan[*], de la Partidul Național Liberal, este în funcție din 1 noiembrie 2024. Începând cu alegerile locale din 2024, consiliul local are următoarea componență pe partide politice:
|  | Partid                                  | Consilieri | Componența Consiliului | Componența Consiliului | Componența Consiliului | Componența Consiliului |
|  | --------------------------------------- | ---------- | ---------------------- | ---------------------- | ---------------------- | ---------------------- |
|  | Partidul Național Liberal               | 4          |                        |                        |                        |                        |
|  | Partidul Social Democrat                | 4          |                        |                        |                        |                        |
|  | Alianța Dreapta Unită                   | 2          |                        |                        |                        |                        |
|  | Alianța pentru Unirea Românilor         | 1          |                        |                        |                        |                        |
|  | Partidul PRO România                    | 1          |                        |                        |                        |                        |
|  | Reînnoim Proiectul European al României | 1          |                        |                        |                        |                        |